# Concentration osmotique
Ne doit pas être confondu avec osmolalité.
 (avril 2015).
Si vous disposez d'ouvrages ou d'articles de référence ou si vous connaissez des sites web de qualité traitant du thème abordé ici, merci de compléter l'article en donnant les références utiles à sa vérifiabilité et en les liant à la section « Notes et références ».
La concentration osmotique (ou osmolarité) est la mesure de concentration d'une solution, d'un colloïde ou d'un composé chimique, exprimée en nombre de particules « osmotiquement actives » (osmoles) par litre. Cette grandeur permet de mesurer la pression osmotique d'une solution et de déterminer ainsi la diffusion du solvant à travers une membrane semi-perméable (osmose). Sa valeur physiologique est située entre 280 et 300 mOsm/l dans le plasma sanguin.

## Calcul de l'osmolarité
La concentration osmolaire est :
{\textstyle C_{\text{osm}}={\frac {n_{\text{osm}}}{V}}}
où {\displaystyle n_{\text{osm}}} est la quantité osmolaire (exprimée en mOsmol) et {\displaystyle V} le volume de solution (exprimé en litres).
La quantité d'osmoles {\displaystyle n_{\text{osm}}} est donnée par la relation :
{\displaystyle n_{\text{osm}}=n_{\text{soluté}}(1+\alpha (p-1))}
L'osmolarité est calculée par la formule :
{\displaystyle C_{\text{osm}}=C\cdot i=C(1+\alpha (p-1))}
- {\displaystyle C} est la concentration molaire (exprimée en mol l−1) ;
- {\displaystyle \alpha } est le degré de dissociation ionique du soluté qui varie entre 0 (pas de dissolution) et 1 (dissolution totale) ;
- {\displaystyle p} est le nombre de particules obtenues par la dissociation du soluté. Pour le glucose et l'urée, {\displaystyle p} = 1, tandis que pour le chlorure de sodium, {\displaystyle p} = 2, car la dissolution de NaCl est donnée par l'équation : NaCl → Na+ + Cl− ;
- {\displaystyle i} est le facteur osmotique de Jacobus Henricus van 't Hoff du soluté qui est égal à {\displaystyle 1+\alpha (p-1)}. Cas notable : {\displaystyle i} = {\displaystyle p} pour un électrolyte fort (dissociation totale) et pour un non-électrolyte.

La mesure de l'abaissement cryoscopique {\displaystyle \Delta \Theta }, c'est-à-dire de l'abaissement de la température de fusion de la solution, est une méthode expérimentale (très utilisée en biologie et physiologie) permettant de déterminer l'osmolarité. D'après la loi de Raoult de la cryométrie généralisée, on a en effet :
{\displaystyle \Delta \Theta =K_{c}\cdot C_{\text{osm}}=K_{c}\cdot C\cdot i}
avec {\displaystyle K_{c}} la constante cryoscopique du solvant ; pour l'eau, {\displaystyle K_{c}} = 1,86 K l mol−1.
En fait, la loi de Raoult généralise le recours à l'osmolalité et non pas à l'osmolarité : dans les conditions physiologiques normales (température et forte dilution), l'osmolarité est considérée comme étant égale à l'osmolalité (un volume de 1 litre de solution correspondant approximativement à la masse de 1 kg d'eau).
Cette méthode sert surtout à apprécier l'osmolarité du liquide plasmatique qui devrait avoisiner les 300 mOsm/l (aussi noté 300 mosmol/l) chez l'être humain.